# لنگرگاه
لنگرگاه جایی در دریا است که کشتی‌ها می‌توانند لنگر بیندازند.
لنگرگاه جایی است که برای ثابت نگه داشتن کشتی، لنگر انداخته می‌شود. درحالیکه مهار اندازی (به انگلیسی: Moorings) برای طناب اندازی به شناور یا تیرک مهار گفته می‌شود. لنگرگاه معمولاً مکان‌هایی برای لنگر اندازی ایمن در برابر شرایط آب و هوایی نامساعد  دارای عمق مناسب نسبت به آب های اطراف و دیگر مسائل دارند.

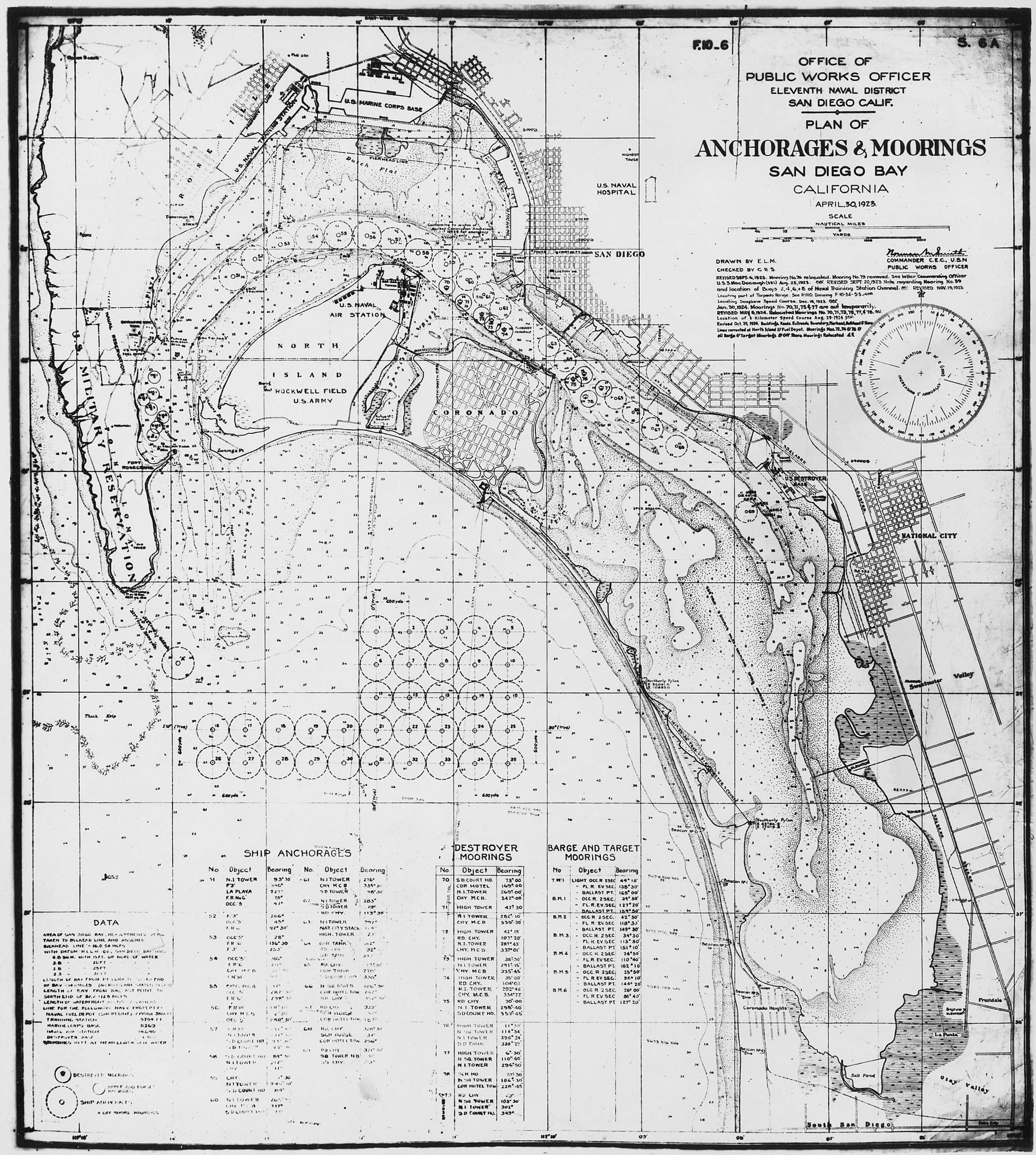
طرح خلیج سن دیگو در ۱۹۴۰ میلادی که محل لنگرگاه و مهار اندازگاه را از هم جدا می‌کند.

هدف از لنگر اندازی ایمن در دریا می‌تواند صبر برای خالی شدن بندر، مانند جابجایی بار و مسافر در زمانی باشد که بندرگاه، تجهیزات کافی ندارد.
برخی کناره‌های بدون امکانات بندر، مکان‌های لنگر اندازی بسیاری دارند.
در گذشته که کشتی‌های بزرگ رفت و آمد می‌کردند، لنگرگاه‌ها جایی بودند که کشتی‌های می‌توانستند برای تغییر جهت باد صبر کنند.
مهار اندازی کشتی‌های بزرگ در مکان‌هایی با تجهیزات کافی برای پهلوگیری ایمن، یک کار مهندسی است که مهارت‌های فنی قابل توجهی می‌طلبد. 